# 552 هـ
552 هـ هي سنة في التقويم الهجري امتدت مقابلةً في التقويم الميلادي بين سنتي 1157 و1158.

## أحداث
- انتهاء دولة السلاجقة بمقتل السلطان أحمد سنجر و الذي تفتت الدولة من بعده إلى ممالك.

## وفيات
- العلاء الأسمندي